# Buick Serie D-Six
Der Buick Serie D-Six war eine Serie von Personenkraftwagen mit Sechszylindermotor, die in den Modelljahren 1916–1917 von  Buick in den USA gefertigt wurde. Im Folgejahr ersetzte ihn die Serie E-Six, 1919 gab es die Serie H-Six und 1920 die Serie K-Six. In den Jahren 1921–1924 lauteten die Namen Serie 21-Six, Serie 22-Six, Serie 23-Six und Serie 24-Six.

## Von Jahr zu Jahr

### Serie D-Six (1916–1917)
Die neuen Mittelklasse-Sechszylindermodelle hatten einen obengesteuerten Motor mit einem Hubraum von 3.687 cm³ und einer Leistung von 45 bhp (33 kW). Der Radstand der als Roadster (D-44), Tourenwagen (D-45), Coupé (D-46) oder Limousine (D-47) verfügbaren Wagen betrug einheitlich 2.921 mm. Ihr Aussehen ähnelte dem der größeren Modelle D-54 und D-55 dieses Jahres. Der Roadster bot zwei Sitzplätze, das Coupé drei und Tourenwagen und Limousine jeweils fünf.
Im Folgejahr wurden die Mittelklasse-Sechszylinder ohne Veränderung weitergebaut, wogegen die großen Sechszylinder wegfielen und stattdessen neue Vierzylindermodelle angeboten wurden.
Von allen vier Modellen entstanden in zwei Jahren 119.483 Stück, wovon der Tourenwagen mit 99.189 Exemplaren bei Weitem am häufigsten geordert wurde.

### Serien E-Six, H-Six, K-Six und 21-Six (1918–1921)
1918 wurde die Modellreihe überarbeitet und als Serie E-Six präsentiert. Sie hatte einen größeren Motor mit 3.966 cm³ Hubraum, der 60 bhp (44 kW) leistete. Die Limousine hatte 4 Türen bekommen, das Coupé bot nur noch zwei Sitzplätze und es gab zwei zusätzliche Modelle, einen 4-türigen Tourenwagen (E-49) und eine 4-türige Limousine (E-50) mit jeweils sieben Sitzplätzen. Der Radstand der 2- und 5-Sitzer wurde um 3″ verlängert, die 7-Sitzer hatten einen 9″ längeren Radstand.
1919 entfiel die Vierzylinderbaureihe, sodass die Sechszylinder-Mittelklassemodelle das einzige Angebot von Buick waren. Es gab weiterhin die sechs Modelle des Vorjahres ohne große Änderungen, nun mit der Seriennummer H-Six. Auch in den beiden Folgejahren gab es keine wesentlichen Änderungen. Die Serien hießen K-Six und 21-Six.
Insgesamt entstanden 1918 von allen sechs Modellen 89.925 Stück. 66.997 Buick wurden 1919 gefertigt, in den Jahren 1920 und 1921 waren es 140.000, bzw. 57.532 Stück.

### Serien 22-Six und 23-Six (1922–1923)

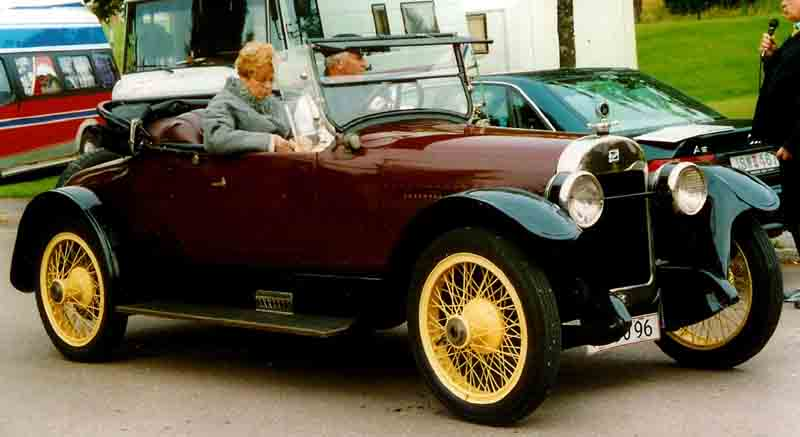
Buick Modell 22-54 (1922)

Ab 1922 wurde den Sechszylindern wieder eine Vierzylinderbaureihe zur Seite gestellt. Es gab weiterhin die sechs Modelle des Vorjahres. Dazu kamen drei neue Modelle, eine siebensitzige Pullman-Limousine mit 4 Türen (22-50L), ein dreisitziger Sportroadster mit 2 Türen (22-54) und ein viersitziger Sporttourer mit 2 Türen (22-55). Während alle anderen Modelle weiterhin Holzspeichenräder besaßen, hatten die beiden Sportmodelle Drahtspeichenräder.
1923 entfiel die Pullman-Limousine wieder, dafür gab es als neues Modell eine fünfsitzige Touring-Limousine (mit separatem Kofferraum) mit 4 Türen (23-41). Die Karosserien wurden etwas überarbeitet. So wurden die vorderen Kotflügel nach innen angestellt und die schüsselförmigen Scheinwerfer wichen zylindrischen Exemplaren.
73.307 Sechszylinder-Buick wurden 1922 gefertigt, 1923 waren es 112.258 Stück.

### Serie 24-Six (1924)
Eine wesentliche Überarbeitung der Baureihe stand 1924 an. Alle Modelle erhielten größere Radstände und einen größeren Motor mit 4.178 cm³ Hubraum, der 70 bhp (51 kW) leistete. Es gab wieder eine Pullman-Limousine (24-50L). Dazu kamen ebenfalls ein dreisitziges Sport-Coupé Country-Club mit 2 Türen (24-54C) und ein siebensitziges Town Car (Luxuslimousine) mit 4 Türen (24-57). Stilistische Änderungen gab es nicht.
In diesem Jahr entstanden 132.325 Sechszylinder-Buick. Ab 1925 ersetzte der Master Six diese Modellreihe.

## Quelle
- Kimes, Beverly R. & Clark, Henry A. jun.: Standard Catalog of American Cars 1805–1942. Krause Publications, Iola 1985, ISBN 0-87341-045-9

Im Zeitraum von 1942 bis 1946 gab es aufgrund des Zweiten Weltkrieges nur eine eingeschränkte zivile Fahrzeugproduktion.